# Daniel Böcking
Daniel Böcking (* 3. Februar 1977 in Siegen) ist ein deutscher Journalist und Autor.

## Leben
Böcking studierte zwischen 1998 und 1999 Anglistik an der Heinrich-Heine-Universität Düsseldorf und war von 2000 bis 2002 Volontär der Journalistenschule Axel Springer.
Er begann 2002 als Lokalredakteur bei der Bild-Zeitung in Hamburg und stieg dort zum Lokalchef auf. Von 2006 bis 2011 war er Büroleiter und Redaktionsleiter in Dortmund, Essen und Berlin. Ab 2010 arbeitete er in Berlin in der Chefredaktion für Bild.de und von 2016 bis 2020 als stellvertretender Chefredakteur der Bild-Zeitung.
Während seiner Zeit bei Bild setzte sich Böcking erstmals intensiv mit seinem christlichen Glauben auseinander und thematisierte ihn seither in Zeitungsartikeln, zwei Büchern, Interviews und bei öffentlichen Veranstaltungen. Er gibt an, dass seine Arbeit als Reporter beim Erdbeben in Haiti 2010 und bei anderen Katastrophen ihn dazu angeregt habe.
Mit Beginn des Jahres 2021 wechselte Böcking als Chefredakteur zu Storymachine, kehrte aber bereits im November 2021 zu Bild.de zurück und übernahm bis 2023 die Rolle des Head of Audience Development. Als Mitglied der Chefredaktion verantwortet er seit 2024 das Thema Künstliche Intelligenz und den KI-Chatbot Hey.
Er ist Botschafter beim Bundesverband Kinderhospiz e.V., Mitglied bei Ein Herz für Kinder, Mitglied bei ERF Medien, im Beirat der Zeitschrift  ANDERSleben und veröffentlicht regelmäßig eine Kolumne im  Medienmagazin Pro über Glaubensgespräche mit seinen Kindern.
Böcking ist verheiratet und hat vier Kinder. 2022 zog er mit seiner Familie von Berlin auf das Brandenburger Land.

## Werke
- Ein bisschen Glauben gibt es nicht. Wie Gott mein Leben umkrempelt. Gütersloher Verlagshaus, 2016, ISBN 978-3-579-08640-8.
- Warum Glaube großartig ist. Mein Glück mit Jesus. Gütersloher Verlagshaus, 2018, ISBN 978-3-579-08714-6.
- Wenn Erwachsene beten, klingt das langweilig. Ein Papa spricht mit seinen Kindern über Glauben, Brunnen-Verlag, Gießen 2024, ISBN 978-3-7655-3611-3.
- Lass mal reden: Von Abtreibung bis Wokeness. Zwischen Zeitgeist und christlichen Werten, adeo Verlag, Wetzlar 2025, ISBN 978-3-86334-353-8.
- Freddy Quinn mit Daniel Böcking: Wie es wirklich war. Die Autobiografie. Edition Koch, A-6604, Höfen, Tirol. ISBN 978-3-85445-790-9; E-Book: ISBN 978-3-85445-791-6.

## Auszeichnungen
- Goldener Kompass 2017 für Ein bisschen Glauben gibt es nicht[11]